# Il TG delle vacanze
Il Tg delle vacanze è stato un programma televisivo italiano andato in onda nelle estati 1991 e 1992 su Canale 5, con la conduzione dei Trettré nella prima edizione e di Gigi e Andrea e Zuzzurro e Gaspare nella seconda. Si trattava di un varietà, parodia di un telegiornale classico, trasmesso nel preserale.

## La trasmissione
La trasmissione andava in onda nei mesi estivi dal lunedì al sabato, nella stessa fascia oraria di Striscia la notizia. La prima edizione è stata trasmessa dal 1º luglio al 28 settembre 1991, a partire dalle 20.25 per circa mezz'ora. La seconda e ultima edizione è andata in onda dal 29 giugno al 26 settembre 1992; in quest'ultima le puntate erano divise in due parti (alle 20:40 e alle 22:50), intervallate dal programma di prima serata.
I conduttori in studio erano nella prima edizione i Trettré, ovvero Mirko Setaro (che in questa occasione si faceva chiamare "Mirko Fede", in riferimento ad Emilio Fede), Gino Cogliandro ("Gino Speranza") ed Edoardo Romano ("Edoardo Carità"), mentre nella seconda i conduttori erano Gigi e Andrea e Zuzzurro e Gaspare.
Alla base della trasmissione erano i collegamenti con alcuni inviati nelle zone di vacanza che presentavano ironicamente i principali eventi in programma nella loro località. In talune occasioni gli stessi spettatori da casa potevano diventare protagonisti inviando il loro reportage alla redazione.
Il cast della trasmissione era ricco e composto da numerosi attori comici come Aldo Baglio e Giovanni Storti (alla vigilia del loro grande successo in trio con Giacomo Poretti), Gianni Fantoni (che ebbe un notevole successo per le sue imitazioni facciali di oggetti inanimati), Francesca Reggiani, Francesco Salvi (nel 1992), Dario Vergassola (nel 1991) e Giobbe Covatta, ma anche da Marta Marzotto, Sonia Grey, Wendy Windham, Angela Cavagna e Maria Grazia Cucinotta. A questi si sono uniti, nel corso delle puntate, alcuni inviati speciali.
Angela Melillo e Gabriella Labate nella prima stagione e Cecilia Belli e Patrizia Sala nella seconda ricoprivano invece un ruolo analogo a quello delle veline in Striscia la notizia, di cui il TG delle vacanze poteva essere considerato una versione estiva.
Gli autori della trasmissione erano Fosco Gasperi, Mirko Setaro, Valerio Peretti Cucchi, Lorenzo Beccati, Raul Giordano e Adriano Bonfanti per la prima edizione, Andrea Brambilla, Nino Formicola, Flavio Andreini, Riccardo Di Stefano, Marco Posani, Icio De Romedis, Alvise Borghi e Marco Milano nella seconda. Le musiche erano di Claudio Mattone, la regia di Fosco Gasperi.

### Accoglienza
La trasmissione ottenne un ottimo successo d'ascolti; la sigla della trasmissione, Beach on the Beach, diventò un vero e proprio tormentone. Il successo della trasmissione, divenuta un cult, è testimoniato anche dalle riproposizioni sui canali tematici Mediaset Happy Channel e Mediaset Extra.

## Inviati
- Antonio Albanese
- Brunella Andreoli
- Aldo & Giovanni
- Oliviero Beha
- Katia Beni
- Enrico Beruschi
- Michela Vittoria Brambilla
- La Carovana
- Corinne Cléry
- Luca Laurenti
- Luana Colussi
- Giobbe Covatta
- Icio De Romedis
- Alessandra Casella
- Giannina Facio
- Chiara Sani
- Giorgio & Savino
- Sonia Grey
- Enzo Iacchetti
- Gabriella Lunghi
- Marta Marzotto
- Stefano Masciarelli
- Maria Amelia Monti
- Bobo Radic
- Roberto Russoniello
- Ella Thorpe
- Leo Valli
- Danilo Maggi
- Vito

## Inviati speciali
- Diego Abatantuono
- Renato Pozzetto
- Vittorio Sgarbi
- Massimo Boldi
- Corrado Tedeschi
- Francesca Reggiani
- Mario Zucca
- Gianni Ciardo
- Maurizio Micheli
- Paolo Bonolis
- Antonio Lubrano
- Gemelli Ruggeri
- Mauro Di Francesco
- Nini Salerno